# YOUR STORY (JUJUのアルバム)
『YOUR STORY』（ユア・ストーリー）は、日本の女性歌手JUJUのベスト・アルバム。2020年4月8日に発売された。

## 解説
ベスト・アルバムとしては『BEST STORY 〜Love stories〜』、『BEST STORY 〜Life stories〜』より約7年半振りで、初のオールタイム・ベストとなる。
4CD+三方背スリーブ仕様+豪華ブックレット+特典DVD付の初回限定盤と、CD4枚組のみの通常盤の2形態での発売となる。
4枚のCDは、それぞれ『Theater RED』『Theater PURPLE』『Theater PINK』『Theater BLUE』と題され、一人一人の女性の物語を紡ぐベストアルバムとなっている。それぞれの収録曲は2019年に開催された『YOUR REQUEST TOUR』よりリクエストされた楽曲に新曲を加えた52曲が収録されている。
なお、収録されている52曲のうち、1stシングル「光の中へ」・2ndシングル「CRAVIN'」・5thシングル「Wish for snow/奇跡を望むなら...Xmas story」・6thシングル「どんなに遠くても...」・8thシングルから2曲目「I can be free」・12thシングルから2曲目「READY FOR LOVE」及び3曲目「S.H.E.」・14thシングル「Hello, Again 〜昔からある場所〜」・18thシングルより2曲目「BELOVED」・19thシングル「Lullaby Of Birdland/みずいろの影」・30thシングル「WITH YOU」・32ndシングル「六本木心中/ラヴ・イズ・オーヴァー」・33rdシングルより2曲目「あなた以外誰も愛せない」・34thシングル「Because of You」は本アルバムから収録の対象外となっている。

## コンセプト
これまでに歌ってきた曲を短編映画のようなものと表現し、自身が「Theater JUJU」というシネマコンプレックスとなり、そこにある4つの劇場の形にしたという。
また、初回限定盤のDVDには2015年発表のMV集『JUJU BEST VIDEO CLIPS』以降にリリースされた、2015年から2020年までの未商品化となっていたビデオクリップ10曲と、JUJU自身の取材の様子を収録した『MY STORY』が初収録されている。

## 収録曲

### CD

#### Disc 1（Theater RED）
1. やさしさで溢れるように [4:49]
9thシングル
2. ただいま [5:01]
21stシングル
3. Eternally [6:22]
29thシングル「PLAYBACK」のカップリング
4. 守ってあげたい [6:06]
25thシングル
5. 願い [4:32]
16thシングル
6. また明日...[5:35]
17thシングル
7. 明日がくるなら(with JAY'ED) [4:25]
10thシングル
8. sign [6:03]
20thシングル
9. 東京 [5:42]
36thシングル
10. YOU [6:01]
18thシングル
11. I [4:55]
7thアルバム『I』収録曲
12. ありがとう [5:54]
22ndシングル
13. あざみ [4:15]
新曲

#### Disc 2（Theater PURPLE）
1. この夜を止めてよ [4:55]
15thシングル
2. ラストシーン [4:23]
27thシングル
3. つよがり [5:01]
4thアルバム『YOU』収録曲
4. 予感 [4:41]
6thアルバム『WHAT YOU WANT』収録曲
5. くちづけ [3:58]
22ndシングル「ありがとう」のカップリング
6. いいわけ [4:50]
35thシングル
7. My Life [4:36]
2ndミニ・アルバム『My Life』収録曲
8. If [4:17]
4thアルバム『YOU』収録曲
9. 君がついた嘘なら [3:51]
6thアルバム『WHAT YOU WANT』収録曲
10. さよならの代わりに [5:16]
16thシングル
11. Distance [5:06]
24thシングル
12. あなたがくれたもの [4:14]
7thアルバム『I』収録曲
13. Woman In Love [4:36]
配信限定シングル、アルバム初収録。

#### Disc 3（Theater PINK）
1. 素直になれたら (feat.Spontania) [4:50]
8thシングル
2. 桜雨 [4:28]
12thシングル
3. ナツノハナ [5:39]
4thシングル
4. 星月夜 [4:13]
配信限定シングル
5. believe believe [3:52]
33rdシングル
6. 甜い罠 [3:52]
6thアルバム『WHAT YOU WANT』収録曲
7. PLAYBACK [3:22]
29thシングル
8. READY FOR LOVE [4:12]
12thシングル
9. 始まりはいつも突然に [5:34]
28thシングル
シングルバージョンはアルバム初収録。
10. READ MY LIPS [3:13]
38thシングル「ミライ」のカップリング、アルバム初収録。
11. Hold me, Hold you [5:01]
28thシングル
12. Trust In You [3:53]
13thシングル
13. Stop Motion [4:42]
新曲

#### Disc 4（Theater BLUE）
1. 奇跡を望むなら... [6:17]
3rdシングル
2. Dreamer [4:48]
23rdシングル
3. Hot Stuff [4:14]
26thシングル
4. What You Want [4:00]
31stシングル
5. Voice [5:02]
4thアルバム『YOU』収録曲
6. Door [4:09]
26thシングル
7. ミライ [4:21]
38thシングル、アルバム初収録。
8. 空 [6:58]
7thシングル
9. ANTIQUE [7:14]
4thアルバム『YOU』収録曲
10. PRESENT [4:19]
11thシングル
11. かわいそうだよね (with HITSUJI) [4:53]
7thアルバム『I』収録曲
12. メトロ [5:17]
37thシングル
13. STAYIN' ALIVE [3:50]
39thシングル、アルバム初収録。

### DVD
Music Films
1. PLAYBACK
2. What You Want
3. believe believe
4. いいわけ
5. 東京
6. かわいそうだよね（with HITSUJI）
7. メトロ
8. ミライ
9. READ MY LIPS
10. STAYIN’ ALIVE
11. Special Interview “MY STORY”